# 橘曙覧
橘 曙覧（たちばな  あけみ、文化9年〈1812年〉5月 - 慶応4年8月28日〈1868年10月13日〉）は、幕末期の歌人、国学者。身近な言葉で日常生活を詠んだ和歌で知られる。

## 略歴
越前国石場町（現・福井県福井市つくも町）に生まれる。生家は、紙、筆、墨などのほかに家伝薬を扱う商家で、父親は、正玄（正源とも表記）五郎右衛門。曙覧は正玄家(木田橘家七屋敷のひとつ）の第六代目で、名は五三郎、諱は茂時。後に、尚事（なおこと）、さらに1855年（安政元年）、43歳の時曙覧と改名する。橘諸兄の血筋を引く橘氏の家柄と称し、そこから国学の師である田中大秀から号として橘の名を与えられた。
2歳で母に死別、15歳で父が死去。叔父山本平三郎の後見を受け、家業の酢製造業を継ごうとするが、嫌気がさして28歳で家督を弟の宣に譲り、隠遁。京都の頼山陽の弟子、児玉三郎の家塾に学ぶなどする。その後、飛騨高山の田中大秀に入門し、歌を詠むようになる。田中大秀は、本居宣長の国学の弟子でもあった。曙覧は宣長の諡号「秋津彦美豆桜根大人之霊位」を書いてもらい、それを床の間に奉って、独学で歌人としての精進を続ける。門弟からの援助、寺子屋の月謝などで妻子を養い、清貧な生活に甘んじた。当初足羽山で隠遁していたが、37歳の時、三ツ橋に住居を移し、「藁屋」（わらのや）と自称した。43歳の時、大病をし、名を曙覧と改めた。  
1858年、安政の大獄で謹慎中の松平春嶽の命を受け、『万葉集』の秀歌を選んだ。曙覧の学を慕った春嶽は、1865年、家老の中根雪江を案内に「藁屋」を訪れ、出仕を求めたが、曙覧は辞退した。
1868年（慶応4年）8月死去。享年57。墓所は福井市大安寺。
1919年（大正8年）、正五位を追贈された。

## 年譜
特に注記のない場合『橘曙覧入門』による。
- 1812年（文化9年） - 5月 越前国石場町（現・福井県福井市つくも町）に生まれる
- 1813年（文化10年） - 母・鶴子他界(享年23歳)
- 1832年（天保3年） - 曙覧21歳、妻・直子17歳で、結婚
- 1839年（天保10年） - 28歳、黄金舎(こがねのや)で隠遁
- 1844年（弘化元年）
  - 2月 三女・健子(たけこ)逝去
  - 8月 本居宣長の門徒田中大秀に入門
- 1848年（嘉永元年） - 福井市三ツ橋(現在の照手二丁目)に転居し、その住居を「藁屋」と称す
- 1855年（安政元年） - それまで尚事と名乗っていたものを曙覧と改名
- 1861年（文久元年） - 9-11月 伊勢神宮参拝、本居宣長の墓参（奥津城）などの旅に出る

## 評価
橘曙覧の長男、井手今滋（いましげ）は、父の残した歌をまとめ、1878年（明治11年）『橘曙覧遺稿志濃夫廼舎歌集』（しのぶのやかしゅう）を編纂した。正岡子規はこれに注目して1899年（明治32年）、「日本」紙上に発表した「曙覧の歌」で、「源実朝以後、歌人の名に値するものは橘曙覧ただ一人」と絶賛し、「墨汁一滴」において「万葉以後において歌人四人を得たり」として、実朝・田安宗武・平賀元義とともに曙覧を挙げている。以後、子規およびアララギの影響下にある和歌史観において、曙覧は重要な存在となる。
『志濃夫廼舎歌集』に「独楽吟」（どくらくぎん）がある。清貧の中で、家族の暖かさを描き、次のような歌がある。

たのしみは妻子（めこ）むつまじくうちつどひ頭（かしら）ならべて物をくふ時
たのしみはまれに魚煮て兒等（こら）皆がうましうましといひて食ふ時
たのしみは空暖（あたた）かにうち晴（はれ）し春秋の日に出（い）でありく時
たのしみは心にうかぶはかなごと思ひつゞけて煙草（たばこ）すふとき
たのしみは錢なくなりてわびをるに人の來（きた）りて錢くれし時

どれも「たのしみは」で始まる一連の歌を集めたものである。1994年、明仁天皇、皇后美智子（いずれも当時）がアメリカを訪問した折、ビル・クリントン大統領が歓迎の挨拶の中で、この中の歌の一首「たのしみは朝おきいでて昨日まで無かりし花の咲ける見る時」を引用してスピーチをしたことで、その名と歌は再び脚光を浴びることになった。
国学者として愛国的な歌も詠んでおり、『志濃夫廼舎歌集』から1首が日本文学報国会撰「愛国百人一首」に収録されている。また三島由紀夫が結成した組織「楯の会」の名は、橘の詠んだ「大皇の 醜の御楯と いふ物は 如此る物ぞと 進め真前に」に由来する。

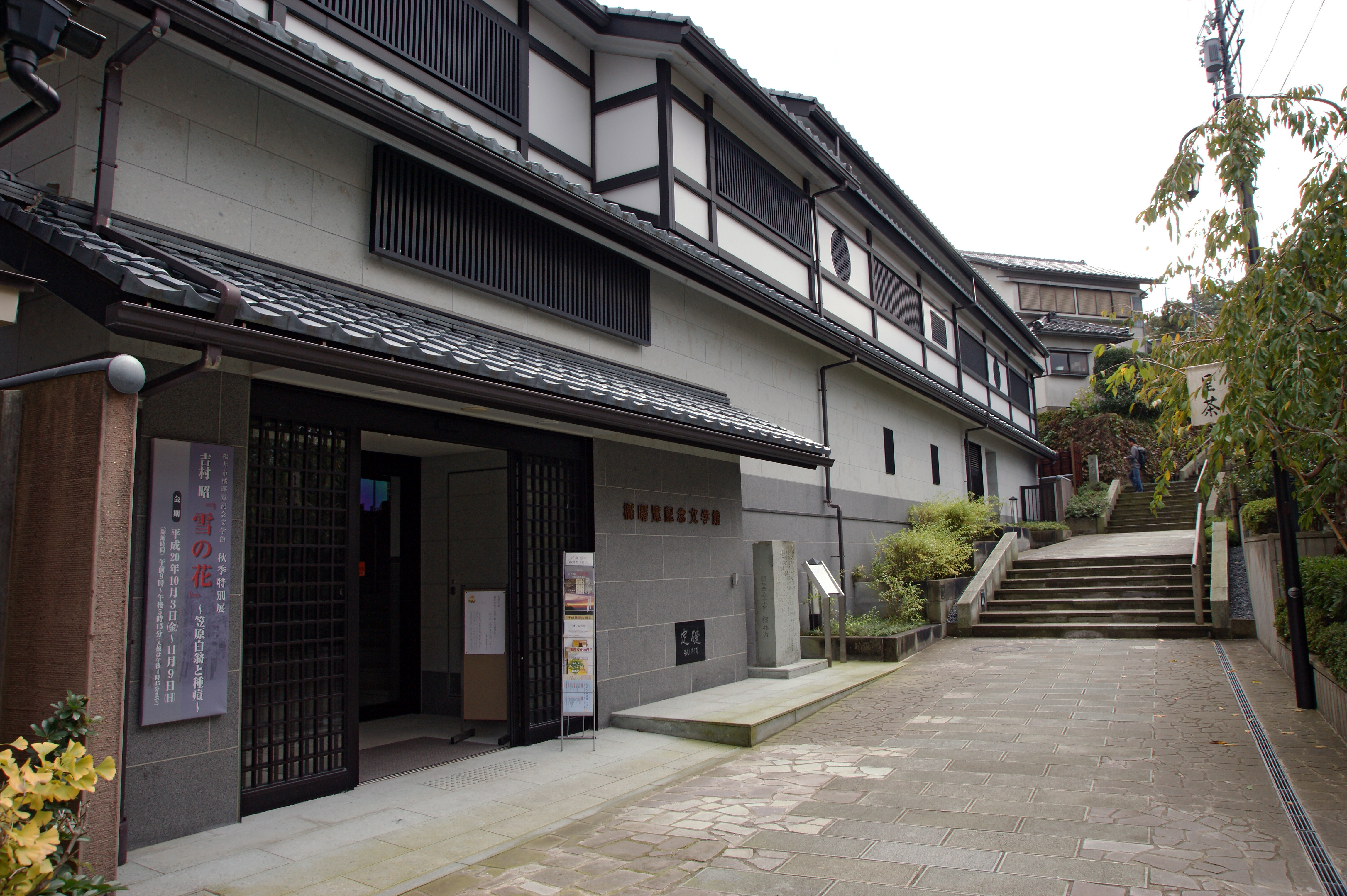
橘曙覧記念文学館

2000年4月、福井県福井市の愛宕坂の旧居「黄金舎」跡に顕彰施設である橘曙覧記念文学館が開館した。
（#研究書も参照。）

## 歌集
- 『志濃夫廼舎歌集』(しのぶのやかしゅう)1878年明治11年木版にて出版[12]。短歌のみ860首。
- 『藁屋詠草』(わらやえいそう)[13]　長歌のみ15首。
- 『藁屋文集』(わらやぶんしゅう)1898年明治31年[14]。原稿は焼失しているが、福田菱州の写本が存在。
- 『榊の薫』(さかきのかをり)1861年文久元年[15]　9月2日から10月10日に行った伊勢神宮参拝などを記した旅行記。
- 『囲炉裡譚』(いろりがたり)[16]　随筆集。

## 家族・親族
- 孫：井手薫（建築家）
- 義孫：今川淵（官僚）
- 従弟：山本怡仙（教育者・実業家）
- 従姪孫：町村金五（官僚・政治家）

## 弟子
- 河津直入（1824－1903） - 藩校明道館の藩史職などを務め、維新後私塾を開いた[17]。河津の弟子に『越前人物誌』などを著した福田源三郎がいる[18]。

## 研究書
『橘曙覽全集』
- 『橘曙覽全集』井手今滋編、冨山房、1903年。NCID BN05335759／改版・岩波書店、1927年。NCID BA42492608。和装本
  - 『新修 橘曙覽全集』井手今滋編・辻森秀英増補、桜楓社、1983年
- 植松寿樹『橘曙覧歌集』紅玉堂書店〈新釈和歌叢書 ; 第7編〉、1926年（大正15年） 全国書誌番号:43040759、doi:10.11501/977364。国立国会図書館デジタルコレクション、インターネット公開。
- 藤井乙男編『橘曙覽歌集 : (附)藁屋詠草・花廼佐久等』文献書院〈歌謠俳書選集 5〉、1927年。NCID BN14151327。
- 『橘曙覧全歌集』、水島直文、橋本政宣 編注、岩波文庫、1999年7月。

東京 : 日本点字図書館（製作）、2007年。点次版：全8冊。厚生労働省委託
『志濃夫廼舎歌集』
- 佐伯常麿 校註『明治初期諸家集 : 全』國民図書〈校註國歌大系 第20巻〉、1928年。NCID BN03854132。
  - 復刻版『「橘曙覧 志濃夫廼舎歌集」明治初期諸家集 : 全』、講談社〈校註國歌大系 第20巻〉、1976年。NCID BN07926723。國民図書株式会社を複製、1928年-1931年（昭和3-6年）刊
- 正岡子規「橘曙覽遺稿：志濃夫廼舎歌集」『研究編著』講談社「子規全集 第20巻」、1976年。NCID BN00994339。
- 久米田裕『志濃夫廼舎歌集 : 橘曙覧』柊発行所、1979年。NCID BA73834932。
- 『良寛 布留散東：はちすの露、大隈言道 草径集、橘曙覧 志濃夫廼舎歌集　和歌文学大系 74』

鈴木健一、進藤康子、久保田啓一校注、明治書院、2007年。ISBN 9784625414008。NCID BA8086600X。
『独楽吟』
- 武田鏡村『たのしみは日常のなかにあり : 『独楽吟』にまなぶ心の技法』東洋経済新報社、2001年。ISBN 4492061258、NCID BA52375291。

- 折口信夫『橘曙覧評伝』
  - 教学局〈日本精神叢書 58〉、1941年。NCID BN08786051。のち「全集」中央公論社ほか
  - 萩谷朴（共著）、日本文化協会〈日本文化 第73冊〉、1941年。NCID BA81880709。
- 角鹿尚計『評伝 橘曙覧　名利を求めず心豊かに生きた市井の歌人』ミネルヴァ書房「人と文化の探究」、2024年。ISBN 4623096807